# Años 1720
Los años 1720 fueron una década que comenzó el 1 de enero de 1720 y finalizó el 31 de diciembre de 1729.

## Acontecimientos
- 1721 - Inocencio XIII sucede a Clemente XI como papa.
- 1724 - Benedicto XIII sucede a Inocencio XIII como papa.
- 1724 - Tratado de Constantinopla (1724)

## Personas destacadas
- Nacimiento de Charles Bonnet
- Felipe V de España